# 山南 (作家)
山南（1926年12月11日—2008年8月13日），本名范明泰，越南作家。1926年12月11日生於瀝架省安邊縣東泰村，在芹苴上高中，1945年加入越南獨立同盟會，在這期間他開始使用筆名山南，以紀念他的高棉族乳母。最初他創作詩歌，後來轉而寫散文，1955年赴西貢從事新聞業，1960年被捕一年，1975年後加入越南作家協會，於2008年8月13日在胡志明市去世。